# 朱恩公園 (佛羅里達州)
朱恩公園（英語：June Park）是位於美國佛羅里達州布里瓦德縣的一個人口普查指定地區。

## 地理
朱恩公園的座標為28°04′25″N 80°41′09″W / 28.07361°N 80.68583°W，而該地最高點為海拔高度8米（即26英尺）。

## 人口
根據2010年美國人口普查的數據，朱恩公園的面積為8.80平方千米，當中陸地面積為8.80平方千米，而水域面積為0.00平方千米。當地共有人口4094人，而人口密度為每平方千米465人。